# Instytut Historii Uniwersytetu Jagiellońskiego
Instytut Historii Uniwersytetu Jagiellońskiego (IH UJ) – jednostka organizacyjna Uniwersytetu Jagiellońskiego w Krakowie, powołana do życia 24 kwietnia 1970. Jeden z sześciu instytutów tworzących Wydział Historyczny Uniwersytetu Jagiellońskiego.
Dzieli się na pięć katedr i dwa zakłady i zatrudnia obecnie 74 pracowników naukowo-dydaktycznych, w tym 47 samodzielnych. Prowadzi działalność dydaktyczną i badawczą związaną z historią polityczną, społeczną i gospodarczą w jej poszczególnych epokach. Instytut oprócz „klasycznej” historii oferuje także studia z antropologii historycznej. Siedzibą instytutu jest gmach Collegium Witkowskiego przy ul. Gołębiej 13, część zakładów mieści się przy ul. św. Anny 6.
Instytut w latach 1953–1992 działał w ramach Wydziału Filozoficzno-Historycznego UJ, od reorganizacji struktur uniwersyteckich w 1992 w ramach Wydziału Historycznego.

## Władze
- Dyrektor: dr hab. Janusz Mierzwa, prof. UJ
- Zastępca: dr hab. Katarzyna Kuras, prof. UJ
- Zastępca ds. studenckich: dr Tomasz Grabowski

## Poczet dyrektorów
- 1970–1972: prof. dr hab. Józef Andrzej Gierowski
- 1972–1978: prof. dr hab. Antoni Podraza
- 1978–1981: prof. dr hab. Józef Buszko
- 1985–1988: prof. dr hab. Antoni Podraza
- 1988–1993: dr hab. Michał Pułaski, prof. UJ
- 1993–1999: prof. dr hab. Mariusz Markiewicz
- 1999–2002: prof. zw. dr hab. Wojciech Rojek
- 2002–2008: prof. dr hab. Piotr Franaszek
- 2008–2012: prof. dr hab. Stanisław A. Sroka
- 2012–2020: dr hab. Sławomir Sprawski
- 2020–2024: dr hab. Piotr Wróbel, prof. UJ

## Struktura

### Katedra Historii Starożytnej i Bizancjum
Pracownicy:
- Kierownik: dr hab. Sławomir Sprawski, prof. UJ (ur. 1965)

autor książki Tessalia. Tessalowie i ich sąsiedzi (Historia Iagiellonica, 2009); ISBN 978-83-88737-19-0
- prof. dr hab. Adam Izdebski (ur. 1984)

autor książki Ein Vormoderner Staat Als Sozio-Ökologisches system das Ostromische Reich 300–1300 n.Chr. (Leipzig, 2022)
- dr hab. Michał Stachura, prof. UJ (ur. 1968)

autor książki Enemies of the later roman order: a study of the phenomenon of language aggression in the Theodosian Code, Post-Theodosian Novels, and the Sirmondian Constitutions (Historia Iagiellonica, 2018); ISBN 978-83-23345-05-3
- dr hab. Stanisław Turlej (ur. 1965)

autor książki Justiniana Prima: an underestimated aspect of Justinian’s church policy (Jagiellonian University Press, 2016); ISBN 978-83-233-9556-0
- dr Tomasz Grabowski (ur. 1973)

autor książki Ostatni triumf Ptolemeuszy: czwarta wojna syryjska (221-217 p. n. e.) (Historia Iagiellonica, 2010); ISBN 978-83-62261-17-8
- dr Andrzej Dudziński

autor książki Kartagińskie strategie wobec Sycylii (Historia Iagiellonica, 2016); ISBN 978-83-65080-50-9
- dr Bartosz Kołoczek (ur. 1990)

autor książki Historia w rzymskiej literaturze erudycyjnej: od Warrona do Kassjodora (Historia Iagiellonica, 2019); ISBN 978-83-66304-15-4
- dr Maciej Piegdoń

autor książki Ager Gallicus: polityka Republiki Rzymskiej wobec dawnych ziem senońskich nad Adriatykiem w III-I w. p.n.e. (Historia Iagiellonica, 2019); ISBN 978-83-66304-02-4

### Katedra Historii Średniowiecznej
Pracownicy:
- Kierownik: prof. dr hab. Krzysztof Ożóg (ur. 1956)

autor książki O świętych, błogosławionych i sługach Bożych ze Świętojańskich Drzwi Wiary: Wincentego Kućmy w kościele pw. św. Jana Chrzciciela w Krakowie (Dom Wydawniczy „Rafael”, 2017); ISBN 978-83-65889-08-9
- prof. dr hab. Stanisław A. Sroka (ur. 1966)

autor książki Węgry. Początki państw (Wydawnictwo Poznańskie, 2015); ISBN 978-83-7976-335-1
- dr hab. Rafał Hryszko, prof. UJ (ur. 1973)

autor książki Media aeva dulcia. Analiza produkcji i konsumpcji słodyczy w Koronie Aragonii w XIV i XV w. (Historia Iagiellonica, 2013); ISBN 978-83-62261-69-7
- dr hab. Lidia Korczak, prof. UJ

autorka książki Monarcha i poddani: system władzy w Wielkim Księstwie Litewskim w okresie wczesnojagiellońskim (Historia Iagiellonica, 2008); ISBN 978-83-88737-99-2
- dr hab. Marek Daniel Kowalski, prof. UJ (ur. 1966)

autor książki Proventus camerae apostolicae debiti: opłaty duchowieństwa polskiego na rzecz papiestwa w latach 1417–1484 (Historia Iagiellonica, 2010); ISBN 978-83-62261-11-6
- dr hab. Wojciech Mruk. prof. UJ (ur. 1967)

autor książki Homo sanctus: wzorce świętych w Europie Łacińskiej w średniowieczu (Wydawnictwo Naukowe PWN, 2018); ISBN 978-83-01-20214-9
- dr hab. Piotr Wróbel, prof. UJ (ur. 1965)

autor książki Dubrownik w latach 1358–1526 (Historia Iagiellonica, 2010); ISBN 978-83-622-6107-9
- dr Krzysztof Dobosz

### Zakład Historii Nowożytnej
Pracownicy:
- Kierownik: dr hab. Jakub Basista, prof. UJ (ur. 1958)

autor książki Propaganda religijna w przededniu i pierwszych latach angielskiej wojny domowej (Historia Iagiellonica, 2007); ISBN 978-83-88737-63-3
- prof. dr hab. Marek Ferenc, prof. UJ (ur. 1966)

autor książki Dwór królewicza Zygmunta Jagiellończyka (1493-1506): organizacja, ludzie, praca. (Towarzystwo Naukowe Societas Vistulana, 2023); ISBN 978-83-67609-27-2
- prof. dr hab. Jarosław Stolicki, prof. UJ (ur. 1962)

autor książki Sejmiki województw ukrainnych podczas wygnania 1648-1700 (Historia Iagiellonica, 2023); ISBN 978-83-67497-47-3
- dr hab. Katarzyna Kuras, prof. UJ (ur. 1980)

autorka książki Życie codzienne na dworze Wettynów (Wydawnictwo DiG, 2024); ISBN 978-83-286-0268-7
- dr hab. Adam Perłakowski, prof. UJ (ur. 1973)

autor książki Kariera i upadek królewskiego Faworyta. Aleksander Józef Sułkowski w latach 1695–1738 (Historia Iagiellonica, 2013); ISBN 978-83-62261-58-1
- dr Mariusz Kaczka
- dr Rafał Niedziela

autor książki Paryż przed Rewolucją (1774-1789) (Historia Iagiellonica, 2015); ISBN 978-83-65080-18-9
- dr Dominik Kadzik

autor książki Utrzymanie królewskiej teściowej: wizyta Marii Bawarskiej podczas wesela Zygmunta III Wazy z Anną Habsburg (23 maja – 16 czerwca 1592 r.) (Historia Iagiellonica, 2017); ISBN 978-83-65080-58-5

### Katedra Historii Nowoczesnej
Pracownicy:
- Kierownik: prof. dr hab. Piotr Franaszek (ur. 1955)

autor książki Granice kompromisu: naukowcy wobec aparatu władzy ludowej (Instytut Pamięci Narodowej, 2015); ISBN 978-83-7629-843-6
- prof. dr hab. Michał Baczkowski (ur. 1969)

autor książki Wielki przełom: konflikty zbrojne i przemiany wojskowości 1912-1923 (Polska Akademia Umiejętności, 2018); ISBN 978-83-7676-286-9
- dr hab. Aleksandra Arkusz (ur. 1981)

autorka książki Repatriacja amerykańskich jeńców wojennych i cywilów z radzieckich jednostek repatriacyjnych na terenie Polski w latach 1944–1945 (Księgarnia Akademicka, 2023); ISBN 978-83-8138-890-0
- dr hab. Krzysztof Daszyk, prof. UJ (ur. 1964)

autor książki Który szedł po życie nowe... Opowieść o poecie-legioniście Stanisławie Długoszu „Teterze” (Historia Iagiellonica, 2021); ISBN 978-83-66304-85-7
- dr hab. Tomasz Kargol, prof. UJ (ur. 1975)

autor książki Odbudowa Galicji ze zniszczeń wojennych w latach 1914–1918 (Historia Iagiellonica, 2012); ISBN 978-83-62261-49-9
- dr hab. Janusz Pezda, prof. UJ (ur. 1960)

autor książki Historia Biblioteki Polskiej w Paryżu w latach 1838–1893 (Historia Iagiellonica, 2013); ISBN 978-83-62261-67-3
- dr hab. Stanisław Pijaj, prof. UJ (ur. 1965)

autor książki Opozycja w wiedeńskiej Radzie Państwa w latach siedemdziesiątych XIX w.: (skład – organizacja – funkcjonowanie) (Historia Iagiellonica, 2011); ISBN 978-83-62261-42-0
- dr hab. Andrzej Synowiec, prof. UJ (ur. 1972)

autor książki Zakład Uprawy Tytoniu Polskiego Monopolu Tytoniowego w Krakowie-Czyżynach (Krakowska Wytwórnia Tytoniu Przemysłowego) (Historia Iagiellonica, 2016); ISBN 978-83-65080-44-8
- dr hab. Krzysztof Ślusarek (ur. 1961)

autor książki Mieszkańcy Jędrzejowa. Anno Domini 1886 (Historia Iagiellonica, 2019); ISBN 978-83-66304-13-0
- dr hab. Adam Świątek (ur. 1984)

autor książki Rusin z polską duszą: Platon Kostecki (1832-1908) (Księgarnia Akademicka, 2023); ISBN 978-83-8138-846-7
- dr Krzysztof Popek (ur. 1990)

autor książki Muzułmanie w Bułgarii 1878-1912 (Historia Iagiellonica, 2022); ISBN 978-83-66304-99-4
- dr Kamil Ruszała

autor książki Na torach wojny. Doświadczenia galicyjskiego kolejarza Mieczysława Szwestki (1914–1919) (Historia Iagiellonica, 2024); ISBN 978-83-67497-52-7
- dr Adrian Wesołowski

autor książki Philanthropic celebrity in the age of sensibility: a historical-comparative study of the British, French, and Polish examples, c. 1770–1830 (Routledge, 2024)

### Katedra Historii Najnowszej
Pracownicy:
- Kierownik: prof. dr hab. Artur Patek (ur. 1965)

autor książki Palestyńskie Soplicowo 1939-1948. Studia z dziejów polskiego uchodźstwa wojennego w Ziemi Świętej (Historia Iagiellonica, 2022); ISBN 978-83-67497-08-4
- prof. dr hab. Jarosław Moklak (ur. 1959)

autor książki Stary i Nowy Kraj: publicystyka polityczna Wania Hunianki (Historia Iagiellonica, 2015); ISBN 978-83-65080-07-3
- prof. dr hab. Andrzej Nowak (ur. 1960)

autor książki The forgotten appeasement of 1920 : Lloyd George, Lenin and Poland (Routledge, 2023); ISBN 978-1-032-43463-6
- prof. dr hab. Jakub Polit (ur. 1968)

autor książki Polityka zagraniczna Republiki Chińskiej 1911-1949 (Wydawnictwo Arcana, 2023); ISBN 978-83-65350-84-8
- dr hab. Jan Jacek Bruski, prof. UJ (ur. 1969)

autor książki Between prometheism and Realpolitik: Poland and Soviet Ukraine, 1921-1926‬ (Jagiellonian University Press, 2016); ISBN 978-83-233-9584-3
- dr hab. Janusz Mierzwa, prof. UJ (ur. 1978)

autor książki Konstytucja marcowa 1921 roku (Wydawnictwo Sejmowe, 2021); ISBN 978-83-7666-698-3
- dr hab. Zdzisław Zblewski, prof. UJ (ur. 1967)

autor książki Abecadło PeeReLu (Społeczny Instytut Wydawniczy „Znak”, 2008); ISBN 978-83-2400-948-0
- dr hab. Piotr Mikietyński (ur. 1966)

autor książki Słownik terminologii wojskowej polsko-niemiecki i niemiecko-polski (Towarzystwo Autorów i Wydawców Prac Naukowych Universitas, 2023); ISBN 978-83-242-3989-4
- dr hab. Henryk Głębocki (ur. 1967)

autor książki Jak nie dać się „strawić” Imperium? Polski realizm i idealizm polityczny wobec Rosji 1815-1921 (Ośrodek Myśli Politycznej, 2023); ISBN 978-83-67830-01-0
- dr Dawid Golik (ur. 1984)

autor książki Wiarusy (Instytut Pamięci Narodowej, 2019); ISBN 978-83-9541-705-4
- dr Alicja Jarkowska (ur. 1987)

autorka książki Brunatna pajęczyna. Agenci Gestapo w okupowanym Krakowie i ich powojenne losy. (Universitas, 2024); ISBN 978-83-242-4106-4
- dr Vitaliy Nagirnyy (ur. 1978)

autor książki Urzędnicy ziemi kijowskiej od drugiej połowy XI do pierwszej połowy XIII wieku: studium prozopograficzne (Historia Iagiellonica, 2021); ISBN 978-83-66304-81-9
- dr Paweł Sękowski (ur. 1985)

autor książki Imigranci polscy we Francji 1939-1949. Ciąg dalszy integracji (Instytut Pamięci Narodowej, 2023)
- dr Jarema Słowiak (ur. 1984)

autor książki Wielka improwizacja. Delegacja Polska w Międzynarodowej Komisji Nadzoru i Kontroli w Wietnamie w latach 1954–1973 (Instytut Pamięci Narodowej, 2021); ISBN 978-83-8229-106-3

### Zakład Antropologii Historycznej i Teorii Historii[1]
Pracownicy:
- Kierownik: dr hab. Tadeusz Czekalski, prof. UJ (ur. 1965)

autor książki Brzemię tożsamości. Kościoły prawosławne na Bałkanach w polityce państw komunistycznych w latach 1944-1990 (Towarzystwo Wydawnicze „Historia Iagiellonica”, 2024); ISBN 978-83-67497-53-4
- dr hab. Barbara Klich-Kluczewska, prof. UJ (ur. 1974)

autorka książki Family, Taboo and Communism in Poland, 1956-1989 (Peter Lang, 2021); ISBN 978-36-31838-07-5
- dr hab. Marta Kurkowska-Budzan, prof. UJ (ur. 1971)

współautorka książki Stadion na peryferiach (Universitas, 2016); ISBN 978-83-242-3068-6
- dr Marcin Jarząbek (ur. 1984)

autor książki Podręcznik do historii mówionej (Centrum Archiwistyki Społecznej, 2024)
- dr Jakub Muchowski

autor książki Polityka pisarstwa historycznego: refleksja teoretyczna Haydena White’a. (Fundacja na rzecz nauki polskiej, 2015); ISBN 978-83-941666-4-9
- dr Marcin Stasiak

autor książki Polio w Polsce 1945-1989 : studium z historii niepełnosprawności (Universitas, 2021); ISBN 978-83-242-3801-9
- dr Rafał Szmytka (ur. 1984)

autor książki »Lecz jako tyran zostanie opuszczony«. Niderlandzka myśl polityczna w drugiej połowie XVI wieku (Towarzystwo Wydawnicze „Historia Iagiellonica”, 2014); ISBN 978-83-62-261857
- dr Stanisław Witecki (ur. 1989)

autor książki Przekaz kulturowy w parafiach katolickich na obszarze Rzeczypospolitej Obojga Narodów czasów stanisławowskich (Societas Vistulana, 2018); ISBN 97883-655-4831-3

### Katedra Historii Kultury, Nauk Pomocniczych Historii i Archiwistyki
Pracownicy:
- Kierownik: prof. dr hab. Krzysztof Stopka (ur. 1958)

autor książki Armenia Christiana: Armenian religious identity and the Churches of Constantinople and Rome (4th-15th century) (Jagiellonian University Press, 2016); ISBN 978-83-233-9555-3
- prof. dr hab. Wojciech Krawczuk (ur. 1963)

autor książki King’s Faithful Servants. Refugees from Sweden and Finland in Poland-Lithuania in 1598–1655 (Towarzystwo Wydawnicze „Historia Iagellonica”, 2022); ISBN 978-83-67497-07-7
- prof. dr hab. Tomasz Pudłocki (ur. 1981)

autor książki  „Szekspir i Polska. Życie Władysława Tarnawskiego (1885-1951) (Instytut Pamięci Narodowej, 2023)
- dr hab. Wojciech Drelicharz, prof. UJ (ur. 1965)

autor książki Idea zjednoczenia królestwa w średniowiecznym dziejopisarstwie polskim (Societas Vistulana, 2012); ISBN 978-83-61033-54-7
- dr hab. Andrzej Marzec prof. UJ (ur. 1971)

autor książki Pod rządami nieobecnego monarchy: Królestwo Polskie 1370-1382 (Societas Vistulana, 2017); ISBN 978-83-65548-19-1
- dr hab. Maria Stinia, prof. UJ (ur. 1962)

autorka książki Między tradycją a nowoczesnością. Jubileusz 60-lecia Stowarzyszenia Absolwentów Uniwersytetu Jagiellońskiego (1964-2024) (Księgarnia Akademicka, 2024); ISBN 978-83-8368-101-6
- dr hab. Marcin Starzyński, prof. UJ (ur. 1981)

autor książki Herb Skawiny: studium historyczno-heraldyczne (Urząd Miasta i Gminy Skawina, 2020); ISBN 978-83-65024-13-8
- dr hab. Wiktor Szymborski prof. UJ (ur. 1981)

autor książki Bracia z ulicy Freta: studia nad dominikanami warszawskimi w epoce nowożytnej (Historia Iagiellonica, 2018); ISBN 978-83-65847-90-4
- dr hab. Konrad Wnęk, prof. UJ (ur. 1970)

autor książki Własność nieruchomości w Krakowie w połowie XIX w. Studia nad stałym katastrem galicyjskim (Historia Iagiellonica, 2011)
- dr Grzegorz Chomicki (ur. 1960)

współautor książki Wiek XIX: teksty źródłowe: tematy lekcji i zagadnienia do historii w szkole średniej (Wydawnictwo Literackie, 2001); ISBN 83-08-02878-0
- dr Justyna Gałuszka

autorka książki Rokowania dyplomatyczne polsko-szwedzkie w Prabutach i Altmarku w latach 1628-1629 (Historia Iagiellonica, 2021); ISBN 978-83-66304-77-2
- dr Adam Górski (ur. 1972)

autor książki Procesy czarownic w Kolsku (Wydawnictwo Eternum, 2013); ISBN 978-83-934741-6-5
- dr Jakub Rogulski

autor książki Insignia ducalis splendoris: splendor rodziny książąt Sanguszków i środki jego manifestacji od XV do XVIII wieku (Towarzystwo Naukowe „Societas Vistulana”, 2022); ISBN 978-83-65548-96-2
- dr Krystyna Samsonowska (ur. 1966)

autorka książki Republika Wąchocka 1863 (PU Compus, 2013)
- dr Arkadiusz Więch (ur. 1982)

autor książki Dwadzieścia pięć rozmów na dwudziestopięciolecie powiatów w Polsce : …budowanie poczucia wspólnoty, to jest istota samorządu… (Związek Powiatów Polskich, 2024); ISBN 978-83-62251-93-3